# Xavier Godàs i Pérez
Xavier Godàs i Pérez   (Vilassar de Dalt, 1969) és un polític i sociòleg català, militant d'Esquerra Republicana de Catalunya. Va ser alcalde de Vilassar de Dalt entre el 2011 i el 2019.

## Trajectòria
Doctor en Sociologia, està especialitzat en polítiques públiques i acció col·lectiva. Ha estat docent de la Universitat de Barcelona i d'ESADE.
De jove es va declarar insubmís del servei militar obligatori, fet pel qual va ser jutjat.
Entre el 2003 i el 2011 va ser cap de gabinet de Ricard Gomà, quan aquest era regidor i tinent d'Alcaldia de l'Ajuntament de Barcelona per ICV-EUiA. Ha estat consultor de polítiques públiques a l'empresa Estudis de Qualitat Urbana.
El 2011 es va presentar a les eleccions municipals a Vilassar de Dalt, com a alcaldable del Grup d’Esquerres de Vilassar de Dalt, un partit local independent, però vinculat a Iniciativa per Catalunya. Guanyà l'alcaldia i la revalidà a les eleccions municipals de 2015. En aquesta segona legislatura el seu partit es va apropar a Esquerra Republicana. No es va presentar com a alcaldable a les eleccions municipals de 2019. Va fer un pas enrere de la primera línia política i es va posar a treballar a la consultora Estratègies de Qualitat Urbana.
L'octubre de 2022, després de la sortida de Junts del Govern de Pere Aragonés, fou nomenat director general d'Acció Cívica i Comunitària dins el departament de Drets Socials de la Generalitat de Catalunya, llavors liderat per Carles Campuzano. Com a director general va impulsar el projecte Barris amb Futur.
El setembre de 2024 es va fer públic que encapçalaria una de les candidatures alternatives a Oriol Junqueras a Presidir Esquerra Republicana, Nova Esquerra Nacional. Aquesta candidatura, liderada per Godàs, es presentà com a quartet amb Teresa Jordà, Raquel Sans i Alba Camps. Ha defensat que el president del partit no té per què ser el candidat a la Presidència de la Generalitat del Partit. En la primera volta, va obtenir el 35,8% dels vots, darrera del 48% de la candidatura de Junqueras. En la segona volta, va perdre contra Oriol Junqueras (42,2% contra 52,2%), qui fou investit de nou President d'Esquerra Republicana.
En l'àmbit privat, és pare vidu de dues criatures.

## Publicacions
Com a sociòleg, ha publicat diversos assajos i ha col·laborat amb diversos mitjans. Destaquen:
- Postmodernismo: la imagen radical de la desactivación política (el Roure, 1998)
- Democràcia participativa a les organitzacions (Fundació Escolta Josep Carol, 2003)
- El concepte de nous moviments socials una revisió crítica (Nous Horitzons, 2003)
- Política del disenso. Sociología de los movimientos sociales (Icaria, 2007).
- El buen gobierno 2.0: la gobernanza democrática territorial (2010).
- Fer política en l’imperi del jo (Eumo Editorial, 2024)[4] ISBN 978-84-9766-827-9